# Pseudomallada hospitalis
Pseudomallada hospitalis is een insect uit de familie van de gaasvliegen (Chrysopidae), die tot de orde netvleugeligen (Neuroptera) behoort. 
Pseudomallada hospitalis is voor het eerst wetenschappelijk beschreven door Hölzel & Ohm in 1995.